# Gui d'Aigremont
Gui d'Aigremont, né vers 1070 et mort après 1140, est seigneur de Serqueux et de Nully. Il est le fils de Foulques de Serqueux, premier seigneur connu d'Aigremont, et de Saruc de Grancey, veuve de Tescelin, seigneur de Fontaine-lès-Dijon et grand-père de Bernard de Clairvaux.

## Biographie
Vers 1126, à la mort de son père Foulques de Serqueux, son frère aîné Olry hérite de la seigneurie d'Aigremont tandis qu'il reçoit celle de Serqueux. Un autre de ses frères, Vilain, se consacre à une carrière ecclésiastique et devient évêque de Langres.
Par son mariage avec Hesceline de Joinville, fille d'Hilduin de Joinville, il devient seigneur de Nully, les deux frères de son épouse étant morts sans postérité. Il est donc la tige de la seconde Maison de Nully.
Vers 1140, il fonde l'abbaye de Flabémont dans le diocèse de Toul. Cet acte sera ratifié par l'évêque de Toul Henri de Lorraine et le comte de Vaudémont Hugues Ier.

## Mariage et enfants
Il épouse Hesceline de Joinville, fille d'Hilduin de Joinville, seigneur de Nully, dont il a un fils :
- Guerry de Nully, qui succède à son père.

## Sources
- Marie Henry d'Arbois de Jubainville, Histoire des Ducs et Comtes de Champagne, 1865.
- Théodore Pistollet de Saint-Ferjeux, Recherches historiques et statistiques sur les principales communes de l'arrondissement de Langres, 1836.
- Émile Jolibois, La Haute-Marne ancienne et moderne, 1858.
- L'abbé Roussel, Le diocèse de Langres : histoire et statistique, 1875.
- Henri de Faget de Casteljau, Recherches sur la Maison de Choiseul, 1970.